# 滤子 (数学)

集合{1,2,3,4}的幂集格。其中，上闭集合 ↑{1,4}被涂成深绿色。它是一个主滤子，但不是一个超滤子，因为它能够通过增加浅绿色元素而扩展为一个非平凡的滤子↑{1}。而由于↑{1} 无法再被进一步扩展，它是一个超滤子。

滤子（英語：Filter）在数学中是指偏序集合的特殊子集。是昂利·嘉当在1937年发明的并随后在尼古拉·布尔巴基的书《点集拓扑学》中作为对E. H.摩尔和H. L. Smith在1922年发明的网的概念的替代。滤子经常使用的特殊情况是要考虑的有序集合只是某个集合的幂集，并用集合包含来排序。
滤子出现在序理论和格理论中，还可以在它们所起源的拓扑学中找到。滤子的对偶概念是理想。

## 定义
滤子和滤子基的最一般的形式是定义在一般的偏序集上的。
设F是偏序集合 (P,≤)的子集，若F满足以下条件则其为滤子。
1. F非空。
2. ∀x, y ∈ F，∃z ∈ F，使z ≤ x且z ≤ y。(即F为滤子基或向下有向的)
3. F是上闭的：∀x ∈ F，y ∈ P，x ≤ y ⇒ y ∈ F。

## 相关概念和结论

### 真滤子
偏序集P的滤子F称为真滤子，若F≠P。

### 主滤子及其主元素
包含给定元素{\displaystyle p}的最小的滤子是主滤子。{\displaystyle p}称为该滤子的主元素。{\displaystyle p}的主滤子是：{\displaystyle \{x\in P\ |\ p\leq x\}}给出，并记为{\displaystyle \uparrow p}。

### 理想
滤子的序对偶（交换≥和≤，∧和∨）概念是理想；
由于滤子和理想在概念上的序对偶性，关于滤子的讨论通常可以与理想的讨论相关联。关于滤子的其它信息（如极大滤子，素滤子)参见理想。关于超滤子有专门的条目。

## 格中的滤子
滤子最初只是为格定义的。在这种情况下，滤子可以被特征化为如下等价陈述：
格 (P,≤)的非空子集F是滤子，当且仅当它是对有限交(下确界)运算封闭的上闭集合。
即，对于所有在F中的x，y，x ∧ y也在F中。

## 集合上的滤子
滤子的一个特殊情况是定义在集合上的滤子。假定一个集合S，偏序⊆可以通过子集包含定义在幂集P(S)上，把 (P(S),⊆)变成了一个格。定义S上的滤子  F为P(S)的有如下性质的子集：
1. S ∈ F（F非空）
2. ∅ ∉ F（F为真子集）
3. 若A ∈ F且B ∈ F，则A ∩ B ∈ F（F对有限交封闭）
4. 若A ∈ F且A ⊆ B，则B ∈ F中，对于所有B ⊆ S。（F是上闭集合）

前三个性质蕴涵了集合上的滤子有有限交集性质。通过这个定义在集合上的滤子是真滤子。为此有时叫做集合上的真滤子；但是，只要集合上下文是明显的，短名字就足够了。
滤子基是P(S)的带有如下性质的子集B：
1. B的任何两个集合的交集包含B的一个集合
2. B是非空的并且空集不在B中

滤子基B可以通过把包含B的一个集合的P(S)的所有集合包括在内而变成(真)滤子。所以结果的滤子基经常被称为是生成或扩张自滤子基B。所有滤子更加是滤子基，所以经过滤子基到滤子的过程可以被看做某种补全。
如果B和C是在S上的两个滤子基，要说C 细于（finer than）B（或者C是B的精细），意味着对于每个B0 ∈ B，有一个C0 ∈ C使得C0 ⊆ B0。
- 对于滤子基B和C，如果B细于C且C细于B，则B和C被称为等价滤子基。
- 对于滤子基A, B和C，如果A细于B且B细于C，则A细于C。

给定P(S)的一个子集T，我们可以问是否存在一个最小的滤子F包含T。这样一个滤子存在，当且仅当T的子集的有限交集是非空的。我们称T为F的子基，并称F 生成自T。F可以通过采纳T的所有有限交集来构造，它就是F的滤子基。

### 例子
- 最简单的滤子的例子是包括S的一个特定非空子集C的S的所有子集的集合。这种滤子叫做  C生成的主滤子。
- 在无限集合S上Frechet滤子是S的有有限补元的所有子集的集合。
- 在集合X上的一致空间是在X×X上的滤子。
- 可以使用Rasiowa-Sikorski引理建立在偏序集合内的滤子，这经常用于力迫。
- 集合{\displaystyle \{\{N,N+1,N+2,\dots \}:N\in \{1,2,3,\dots \}\}}被叫做自然数序列{\displaystyle (1,2,3,\dots )}的尾滤子基。尾滤子基由任何网{\displaystyle (x_{\alpha })_{\alpha \in A}}使用构造{\displaystyle \{\{x_{\alpha }:\alpha \in A,\alpha _{0}\leq a\}:\alpha _{0}\in A\}\,}得到。所以，所有的网都生成一个滤子基(并因此是滤子)。因为所有序列都是网，这对所有序列也成立。

### 在模型论中滤子
对于在集合S上的任何滤子F，如下定义的集合函数
{\displaystyle m(A)=\left\{{\begin{matrix}\,1&{\mbox{if }}A\in F\\\,0&{\mbox{if }}S-A\in F\\\,{\mbox{undefined}}&{\mbox{otherwise}}\end{matrix}}\right.}
是有限可加性的，就是一个“测度”，如果这个术语更加松散的构造的话。所以陈述
{\displaystyle \left\{\,x\in S:\varphi (x)\,\right\}\in F}
可以在某种程度上被认为类似于声称φ“几乎处处”成立。在滤子内的成员关系释义用在模型论的超乘积理论中。

### 在拓扑学中的滤子
在拓扑学和数学分析中，滤子被用来定义收敛，类似于序列在度量空间空间中所扮演的角色。
在拓扑学和有关的数学领域中，滤子是网的推广。网和滤子二者都提供非常一般性的上下文来统一各种极限概念到任意的拓扑空间。
一个序列通常用作为全序集合来索引。因此，在第一可數空間中的极限可以被序列所描述。但是如果，空间不是第一可数的，则必须使用网或滤子。网推广了序列的概念，通过简单的要求索引集合是有向集合。滤子可以被认为是从多个网建立的集合。因为，滤子的极限和网的极限二者在概念上同于序列的极限。
使用滤子的好处是很多结果的证明可以不使用选择公理。

#### 邻域基
选取拓扑空间T和一个点x ∈ T。
- 选取Nx是在T的点x上的邻域滤子。这意味着Nx是点x的所有拓扑邻域的集合。可以验证Nx是个滤子。邻域系统是邻域滤子的另一个名字。
- 要说N是在T的x上的邻域基，就意味着对于所有V0 ∈ Nx，存在N0 ∈ N使得N0 ⊆ V0。注意所有邻域基都是滤子基。

#### 收敛滤子基
选取拓扑空间T和一个点x ∈ T。
- 要说滤子基B 收敛到x，指示为B → x，就意味着对于所有x的邻域U，有B0 ∈ B使得B0 ⊆ U。在这种情况下，x叫做B的极限点而B叫做收敛滤子基。注意这里用的术语“极限点”是“极限”概念到滤子基的推广；在某些上下文中，术语“极限点”用于下面解说的簇点，并以此区别于术语“极限”。
  - 对于所有x的邻域基N，有N → x。
  - 如果N是p的邻域基而C是在T上的滤子基，则C → x 当且仅当C细于N。
  - 对于X ⊆ T，要说p是X在T中极限点，就意味着对于T中的p的每个邻域U，有U∩(A - {p})≠∅。
  - 对于X ⊆ T，p是X在T中的极限点，当且仅当存在在A - {p}上的滤子基B使得B → p。

#### 聚集
选取拓扑空间T和点x ∈ T。
- 要说x是B在T上的聚集点，就意味着对于每个B0 ∈ B和对于   x在T中的每个邻域U，有B0∩U≠∅。在这种情况下，B  被被称为聚集于点x。
  - 对于滤子基B使得B → x，极限点x也是聚集点。
  - 对于滤子基B有着聚集点x，x 不必然是极限点。
  - 对于滤子基B聚集于点x，有一个滤子基C细于会聚到x的滤子基B。
  - 对于滤子基B，集合∩{cl(B0) : B0∈B}是所有B的聚集点的集合(注意：cl(B0)是B0的闭包)。假定T是偏序集合。
    - B的下极限是B的所有聚集点的集合的下确界。
    - B的上极限是B的所有聚集点的集合的上确界。
    - B是收敛滤子基，当且仅当它的下极限和上极限一致；在这种情况下它们所一致于的值是这个滤子基的极限。

#### 拓扑空间的性质
选取拓扑空间T。
- T是豪斯多夫空间，当且仅当对于所有在T上的滤子基B，B→p并且B→q蕴涵p=q（就是说，所有滤子（基）有最多一个极限点）。
- T是紧致空间，当且仅当所有在X上的滤子基聚集。
- T是紧致空间，当且仅当所有在X上的滤子基是收敛滤子基的子集。
- T是紧致空间，当且仅当所有在X上的超滤子会聚。

#### 拓扑空间上的函数
选取拓扑空间X和Y和子集E ⊆ X。选取E上的滤子基B和函数{\displaystyle f:E\to Y}。B在f下的像f[B]是集合{\displaystyle \{f(x):x\in B\}}。像f[B]形成了在Y上的滤子基。
- f 连续于x，当且仅当{\displaystyle F\to x}蕴涵{\displaystyle f(F)\to f(x)}。

#### 度量空间
选取度量空间X带有度量d。 
- 要说滤子基B在X上是柯西的，就意味着对于每个实数ε>0，有B0 ∈ B使得B0的度量直径小于ε。
- 选取 (xn)是度量空间X中的序列。(xn)是柯西序列，当且仅当形如{ {xn,xn+1,...} : n ∈ {1,2,3,...} }的滤子基是柯西的。

### 一致空间中的滤子
给定一致空间X，在X上的滤子F被称为柯西滤子，如果对于所有周围（entourage）U，有着{\displaystyle A\in F}带有{\displaystyle (x,y)\in U}对于所有{\displaystyle x,y\in A}。在度量空间中，这选取形式  F为柯西的，如果对于所有{\displaystyle \epsilon >0\ \ \exists A\in F\ \ \mathrm {diam} (A)<\epsilon }。X被称为是完备的，如果所有柯西滤子会聚。反过来说，在一致空间上所有收敛滤子是柯西滤子。此外，所有柯西滤子的聚集点是极限点。
紧致一致空间是完备的：在紧致空间中每个滤子都有聚集点，并且如果滤子是柯西的，这种聚集点就是极限点。进一步的，一致空间是紧致的当且仅当它是完备的和完全有界的。

## 引用
- Cartan, H. (1937) "Thèorie des filtres". CR Acad. Paris, 205, 595–598.
- Cartan, H. (1937) "Filtres et ultrafiltres" CR Acad. Paris, 205, 777–779.

A monograph available free online:
- Burris, Stanley N., and H.P. Sankappanavar, H. P., 1981. A Course in Universal Algebra. （页面存档备份，存于）  Springer-Verlag. ISBN 3-540-90578-2.
- An introductory account of the theory of filters in metric and topological spaces